# Kruudmoes
Kruudmoes of kruutmoes (uitspraakⓘ - (Nedersaksisch: Kruudmoos) is een oud Gelders en Overijssels gerecht van gort, karnemelk, spek, rookworst, rozijnen en veel verse kruiden. Veelgebruikte kruiden zijn kervel, peterselie, selderie, venkelgroen of dille, kruizemunt en zuring.
Het gerecht was bedoeld als stevige en voedende pap voor de werkers op het land. Kruudmoes kan zowel warm, lauw als koud gegeten worden.

## Lokale benamingen
Rondom Kampen en Genemuiden wordt het gerecht ook wel groenmoes genoemd, langs de voormalige Zuiderzee en de westelijke helft van de Veluwe melkmoes. Het gerecht kent per gebied variatie. Ook in Duitsland komen verwante gerechten voor in andere samenstellingen.